# Pfarrkirche Mauterndorf

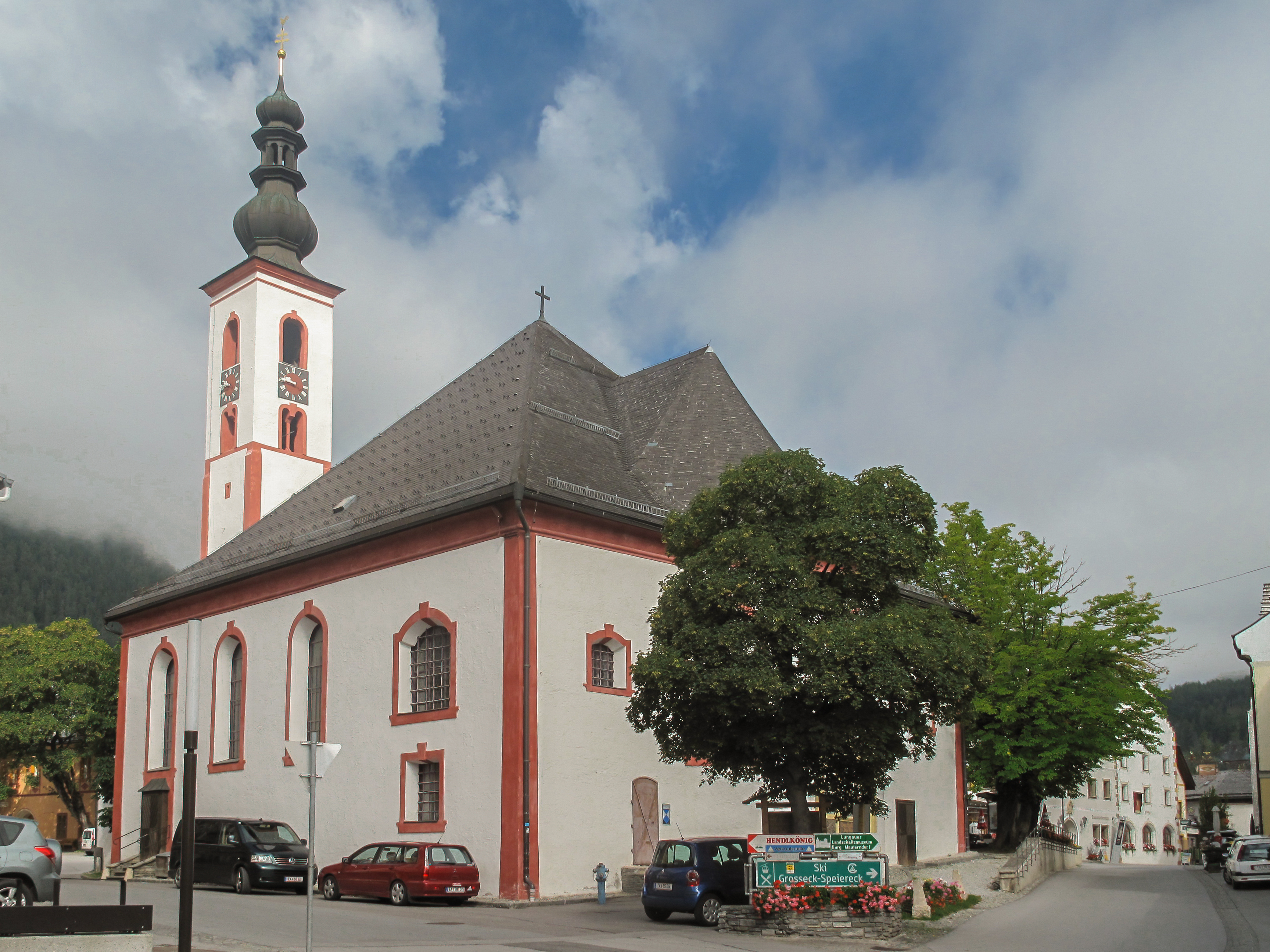
Katholische Pfarrkirche hl. Bartholomäus in Mauterndorf

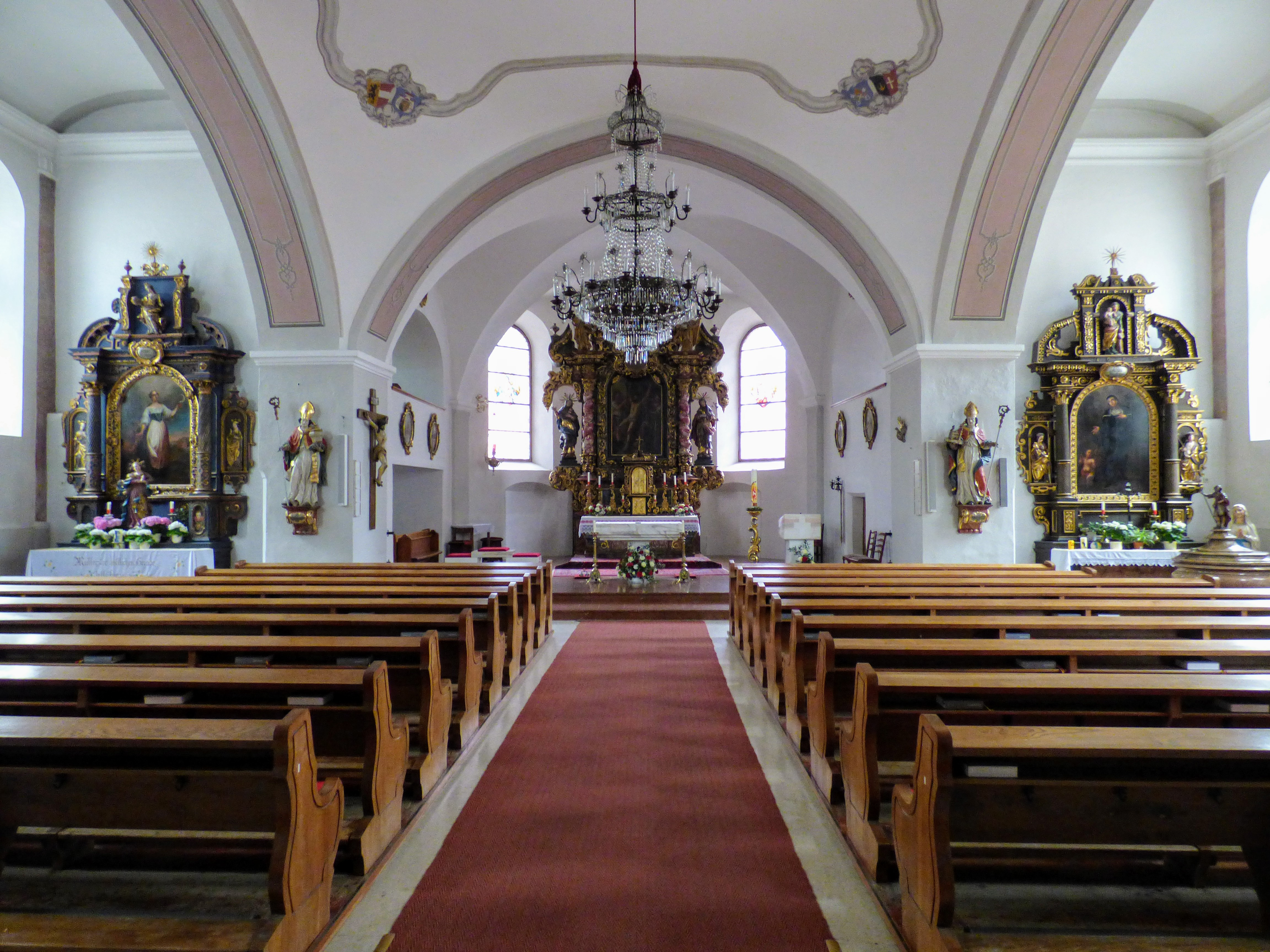
Langhaus, Blick zum Chor

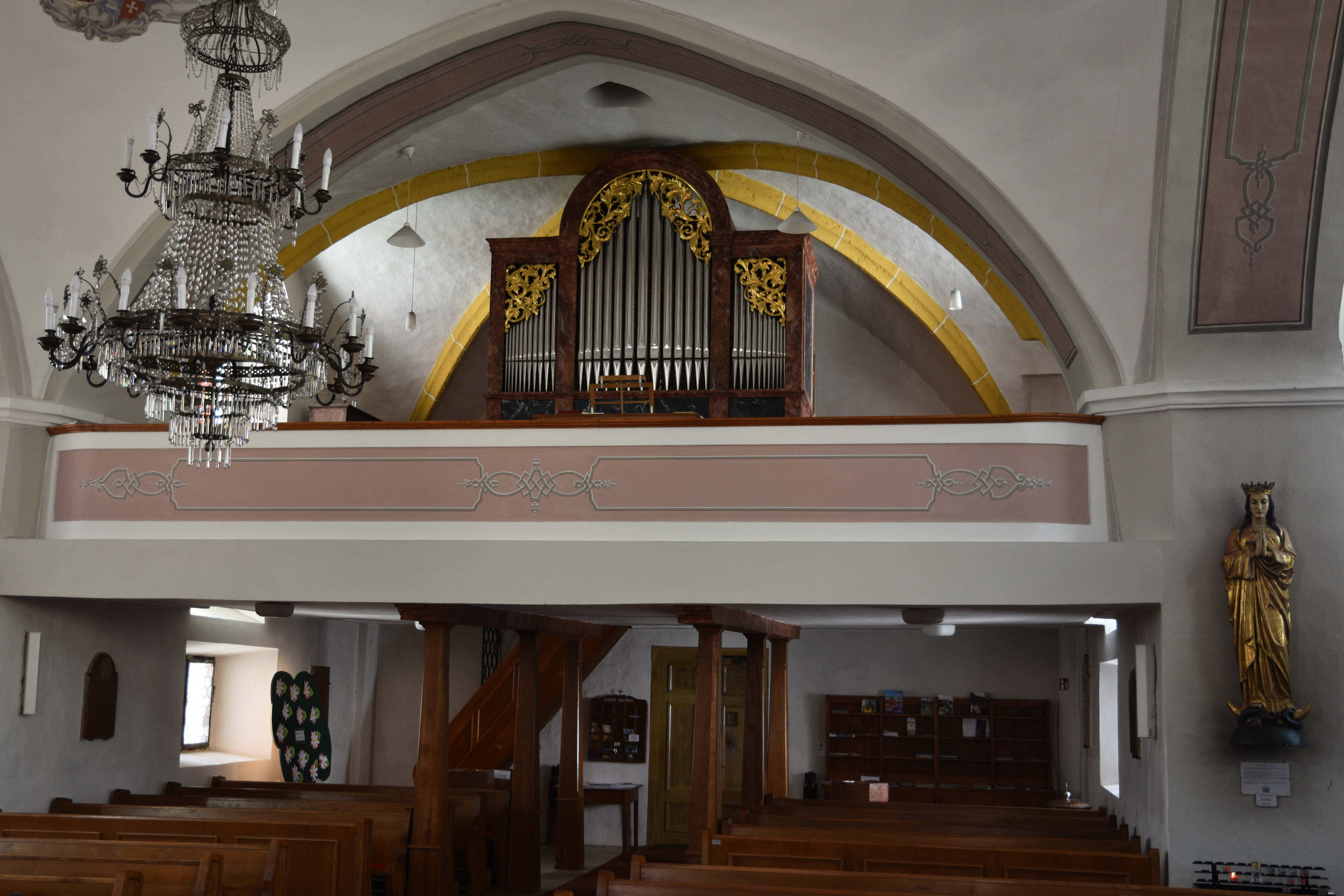
Langhaus, Blick zur Empore

Die römisch-katholische Pfarrkirche Mauterndorf steht südlich im Marktplatz der Marktgemeinde Mauterndorf im Bezirk Tamsweg im Land Salzburg. Die dem Patrozinium des hl. Bartholomäus unterstellte Pfarrkirche gehört zum Dekanat Tamsweg in der Erzdiözese Salzburg. Die Kirche steht unter Denkmalschutz (Listeneintrag).

## Geschichte
1394 wurde die Stiftung einer Kapelle genannt. Die eigene Pfarre wurde 1813 gegründet.
Der Kirchenbau aus dem 14. Jahrhundert wurde von 1640 bis 1646 baulich erweitert. Der Turm wurde 1746 erhöht. Das Langhaus erhielt 1795 Seitenschiffe. 1926, 1953 und 1961 waren Restaurierungen.

## Architektur
Der gotische Kern ist beim Emporenjoch und Turmuntergeschoß erhalten. Das barocke Langhaus mit den 1795 angebauten Seitenschiffen zeigt Rundbogenfenster und eine umlaufende Hohlkehle unter einem zentralen Zeltdach mit Satteldächer über dem Emporenjoch und Chor. Der halbrunde eingezogene Chor hat Kreis- und Rundbogenfenster. Der vorgestellte gotische Westturm wurde 1746 erhöht, hat ein abgefastes spitzbogiges Portal unter einem Vorbau aus Holz; der schlanke Turm hat Luken und ein abgesetztes Glockengeschoß mit Biforenfenster mit Mittelsäulen und darüber rundbogige Schallfenster mit Keilstein sowie über einem profilierten Abschlussgesims einen Helm mit Laterne und einem Zwiebelaufsatz. In der Südwestecke befindet sich ein gotischer Anbau mit einer Rechtecktür und ein südliches Kielbogenportal. 
Die Westfront zeigt ein Bild hl. Christophorus gemalt von Anton Kenner 1934.
Das gotische Turmerdgeschoß ist kreuzgratgewölbt auf seitlich abgefasten Bögen. Zum westlichen Langhaus führt ein gekehltes Spitzbogenportal. Das Kircheninnere zeigt im Langhaus ein niedrigeres gotisches Emporenjoch in der Breite des Mittelschiffes unter einem Kreuzrippengewölbe mit gekehlten Rippen und einem Schlussstein. Der einschiffige Erweiterungsbau und Chor aus 1640/1646 wurde 1795 durch die Einbeziehung von ehemaligen Kapellen seitenschiffartig erweitert. Das Mittelschiff unter einer Flachkuppel hat seitlich Gurtbögen und zum Chor einen spitzbogigen Triumphbogen. Die Seitenschiffe mit einem geraden Schluss haben Flachtonnengewölbe über Pilastern und einem profilierten Gesims. Der erhöhte einjochige Chor unter einem Kreuzgratgewölbe hat einen halbkreisförmigen Schluss; links gibt es einen Durchgang und rechts eine Sakristeitür mit darüberliegenden Rundbögen.
Die Glasmalereien entstanden 1926.

## Einrichtung
Das Inventar wurde 1961 teils aus der Spitalskirche hl. Barbara in Tamsweg hierher übertragen.
Der Hochaltar von Gregor Sapser 1702 wurde aus der Pfarrkirche Tamsweg hierher übertragen, er zeigt das Altarblatt hl. Bartholomäus von Johann Friedrich Pereth 1686 und trägt seitlich barocke Skulpturen links die hl. Theresia und rechts eine Heilige mit Lilie und Herz und im Auszug Gottvater auf Wolken und seitlich die Heiligen Virgil und Rupert.
Die Orgel baute Matthäus Mauracher 1868.

## Grabdenkmäler
- Außen: Das Kriegerdenkmal zum Weltkrieg 1914–1918 hat ein Kreuzigungsrelief und darüber eine rote Marmortafel mit 1647.
- Gedenksteine unter der Empore nennen 1708, 1766, 1786 und 1795.
- Links vom Chor befindet sich ein abgetretener Grabstein aus weißem Marmor um 1720.